# 존 칼슨 (아이스하키 선수)
존 칼슨(영어: John Carlson, 1990년 1월 10일~)은 미국의 아이스하키 선수로 포지션은 수비수이다. 현재 내셔널 하키 리그(NHL)의 팀인 워싱턴 캐피털스에서 부주장을 맡고 있다. 그는 미국 하키 리그(USHL)의 인디애나 아이스에서 1년 동안 뛴 후, 2008년 NHL 드래프트에서 1라운드 27위로 워싱턴 캐피털스에게 지명되었다. 칼슨은 NHL에 입성하기 전 온타리오 하키 리그(OHL)의 런던 나이츠 소속으로 뛰었고, 아메리칸 하키 리그(AHL)의 캐피털스 제휴팀인 허시 베어스에서 프로 선수 생활을 했다. 칼슨은 2018년에 워싱턴 캐피털스 소속으로 스탠리 컵을 우승했으며, 플레이오프 기간 동안 가장 높은 득점을 기록한 수비수가 되었다.
칼슨은 미국 국가대표팀의 일원으로 2014년 동계 올림픽과 2016년 아이스하키 월드컵에 참가했다.